# Episodi di The Life & Times of Tim (seconda stagione)
La seconda stagione della serie animata The Life & Times of Tim, composta da 10 episodi, è stata trasmessa negli Stati Uniti, da HBO, dal 19 febbraio al 30 aprile 2010.
In Italia la stagione è stata trasmessa dal 12 aprile al 30 aprile 2010 su Deejay TV.
| nº | Titolo originale                   | Titolo italiano                           | Prima TV USA     | Prima TV Italia |
| -- | ---------------------------------- | ----------------------------------------- | ---------------- | --------------- |
| 1  | Tim's Beard                        | La barba                                  | 19 febbraio 2010 | 12 aprile 2010  |
| 1  | Unjustly Neglected Drama           |                                           | 19 febbraio 2010 | 12 aprile 2010  |
| 2  | The Comeback Sermon                |                                           | 26 febbraio 2010 | 13 aprile 2010  |
| 2  | Atlantic City                      |                                           | 26 febbraio 2010 | 13 aprile 2010  |
| 3  | Legend of the Month                |                                           | 5 marzo 2010     | 14 aprile 2010  |
| 3  | Marie's Dead Husband               |                                           | 5 marzo 2010     | 14 aprile 2010  |
| 4  | The Girl Scout Incident            |                                           | 12 marzo 2010    | 15 aprile 2010  |
| 4  | Rodney Has a Wife                  |                                           | 12 marzo 2010    | 15 aprile 2010  |
| 5  | Pharmaceutical Sales Rep Gone Wild | La rappresentante della casa farmaceutica | 19 marzo 2010    | 16 aprile 2010  |
| 5  | Amy's Got a Gun                    | Amy ha una pistola                        | 19 marzo 2010    | 16 aprile 2010  |
| 6  | The Salty Jazz                     | Jazz e dintorni                           | 26 marzo 2010    | 26 aprile 2010  |
| 6  | Jews Love to Laugh                 | Gli ebrei adorano ridere                  | 26 marzo 2010    | 26 aprile 2010  |
| 7  | Nagging Blonde                     |                                           | 9 aprile 2010    | 27 aprile 2010  |
| 7  | Tim & the Elephant                 |                                           | 9 aprile 2010    | 27 aprile 2010  |
| 8  | Debbie's Mom                       |                                           | 16 aprile 2010   | 28 aprile 2010  |
| 8  | The Escape Artist                  |                                           | 16 aprile 2010   | 28 aprile 2010  |
| 9  | Personality Disorder               |                                           | 23 aprile 2010   | 29 aprile 2010  |
| 9  | Stu Is Good at Something           |                                           | 23 aprile 2010   | 29 aprile 2010  |
| 10 | London Calling                     |                                           | 30 aprile 2010   | 30 aprile 2010  |
| 10 | Novelist                           |                                           | 30 aprile 2010   | 30 aprile 2010  |